# Alexander Seiler
Pour les articles homonymes, voir Seiler.
Alexander Seiler, né le 21 février 1819 à Blitzingen et mort le 10 juillet 1891 à Zermatt, est un hôtelier et entrepreneur suisse, fondateur d'une chaîne hôtelière qui porte son nom.

## Biographie
Après quelques années passées en Allemagne comme apprenti, il ouvre une fabrique de savons et bougies avec deux de ses frères, Franz, notaire à Blitzingen et Joseph, prêtre et professeur au collège de Brigue. Ce dernier est nommé quelques années plus tard vicaire de Zermatt et encourage Alexandre à venir s'y installer pour se lancer dans l'hôtellerie. Convaincu, il ouvre son premier établissement, l'hôtel Monte Rosa qui compte trois chambres, en 1853. Dans les années suivantes, il prend en gestion ou achète plusieurs hôtels du village : l'hôtel du Riffel en 1854, l'hôtel Mont-Cervin en 1867, l'hôtel Zermatterhof en 1879, l'hôtel des Alpes en 1880, l'hôtel Ryffelalp en 1885 plus enfin l'hôtel Schwarzee en 1890. Ses investissements deviennent rentable avec l'essor de l'alpinisme, et le développement du tourisme, notamment en provenance d'Angleterre. Sa notoriété sera particulièrement liée à la première ascension du Cervin par Edward Whymper, résident de l'un de ses hôtels, en 1865.

## Sources
1. ↑  Bernard Truffer, « Seiler, Alexander » dans le Dictionnaire historique de la Suisse en ligne, version du 20 juillet 2010.
2. ↑  « Seiler hôtels », sur seilerhotels (consulté le 18 février 2011)
3. ↑  « Alexander Seiler », sur swissworld.org (consulté le 18 février 2011)